# Coleophora semistrigata
Coleophora semistrigata é uma espécie de mariposa do gênero Coleophora pertencente à família Coleophoridae.
É encontrada na Líbia, Marrocos e Tunísia.